# Право первого отказа
Право первого отказа (ROFR или RFR) — договорное право, которое дает его владельцу возможность заключить деловую сделку с владельцем чего-либо в соответствии с указанными условиями до того, как владелец получит право заключить эту сделку с третьей стороной. Право первого отказа должно иметь как минимум три стороны: владелец, третье лицо или покупатель и владелец опциона. Как правило, владелец должен сделать такое же предложение держателю опциона, прежде чем сделать предложение покупателю. Право первого отказа по своей концепции похоже на колл-опцион.
ROFR может охватывать практически любой вид активов, включая недвижимость, личное имущество, патентную лицензию, сценарий или долю в бизнесе. Это может также охватывать бизнес-операции, которые не являются строго активами, например право на создание совместного предприятия или соглашение о распределении. В сфере развлечений право преимущественной покупки концепции или сценария даёт владельцу право первым снять этот фильм, а в сфере недвижимости право преимущественной покупки создало бы для арендатора стимул лучше заботиться о своей арендованной квартире в на случай, если в будущем появится возможность приобрести. Только если держатель права откажется, владелец может продать её другим сторонам.
Поскольку ROFR является договорным правом, средства правовой защиты владельца от нарушения обычно ограничиваются возмещением убытков. Другими словами, если владелец продает актив третьей стороне, не предложив владельцу возможность сначала приобрести его, владелец может подать в суд на владельца за ущерб, но может столкнуться с трудностями в получении судебного постановления о прекращении или отмене продажи. Однако в некоторых случаях опцион становится правом собственности, которое может быть использовано для признания недействительной продажи.